# 서하면
서하면(西下面)은 대한민국 경상남도 함양군의 면이다. 넓이는 71.96km2이고, 인구는 2011년 기준으로 792세대 1,853명이다.

## 개요
서하면은 백두대간의 산자락에 자리 잡고 있어 동쪽으로는 황석산(1,190), 서쪽의 백운산(1,279), 남쪽의 괘관산(1,252), 북쪽의 거망산(1,184)등 1,000m가 넘는 산으로 둘러싸여 있는 전형적인 산촌지역이다. 이렇게 만들어진 화림동 계곡은 8담 8정과 같은 수많은 정자와 화강암의 하얀 돌과 그 사이사이를 흘러내리는 맑은 물로 인하여 옛날부터 수많은 명사들이 즐겨 찾아 풍류를 즐겨왔던 고장이다. 서하면의 자랑인 황석산은 임진왜란 정유재란 때 3,500여명이 왜군 주력부대와 전투를 하면서 모두 순절한 충절의 장소이기도 하다.
이곳은 함양 곶감의 주산지이며, 이 고장에서 생산되는 곶감과 높은 해발의 백두대간 자락에서 생산되는 사과와 양파, 콩 같은 여러 가지의 친환경 농산물은 수요를 따라가지 못할 정도로 인기가 높다.

## 법정리
- 다곡리(茶谷里)
- 봉전리(鳳田里)
- 송계리(松溪里): 서하면 행정복지센터 소재지
- 운곡리(雲谷里)
- 황산리(黃山里)

## 교육
- 서하초등학교
  - 봉전분교 (폐교) : 서하면 봉전길 62 (봉전리)

## 특산물
- 곶감
- 사과